# هاورد إكس
هاورد إكس هو أول منتحل محترف في العالم لـ كيم جونج أون، المرشد الأعلى لكوريا الشمالية. وهو منتج موسيقي صيني- أسترالي من هونغ كونغ، وساخر سياسي وشخصية إعلامية. من بين المقالب أو الأحداث الشهيرة لـه عندما ظهر في تكريم Reddit وظهوره في دورة الألعاب الأولمبية الصيفية في ريو في عام 2016، وعندما زار المشجعين الكوريين الشماليين في يوم عيد الحب في دورة الألعاب الأولمبية الشتوية في بيوننغيانغ عام 2018 والتي جذبت الكثير من اهتمام وسائل الإعلام.
طوال حياته المهنية كان يعمل كمقلد محترف، عمل أيضًا مع العديد من المنظمات والمشاهير لإنشاء محاكاة ساخرة وإثارة المحادثات حول السياسة وحقوق الإنسان. كان دائما يعتقد أن الفكاهة سلاح قوي جدًا، وغالبًا ما أوضح أنه يقلد الديكتاتور للتهكم عليه، وليس لتمجيده.
معروف باستخدامه السخرية لإظهار دعمه لمدينة هونغ كونغ المؤيدة للديمقراطية وتحرير كوريا الشمالية. نظرًا لتشابهه الوثيق مع كيم يونج اون الحقيقي، كثيرًا ما يتم اعتقاله أو ترحيله بسبب مخاوف سياسية. غالبًا ما يتم إجراء مقابلات معه من قبل الصحافة وتوظيفه للإعلانات التجارية بسبب نشاطه وشبهه الغريب مع الديكتاتور. في عام 2021، ورد أنه تم مداهمته واعتقاله في منزله من قبل حكومة هونغ كونغ مما أثار مخاوف من أنه كان مستهدفًا من قبل الحزب الشيوعي الصيني الحاكم.